# Estación de Gerp
Gerp (en catalán Gerb) es un apeadero ferroviario con parada facultativa situado en el municipio español de Os de Balaguer, en la provincia de Lérida, comunidad autónoma de Cataluña. Dispone de servicios de Cercanías, atendidos por FGC.

## Situación ferroviaria
Se encuentra ubicada en el punto kilométrico 30,3 de la línea férrea de ancho ibérico que une Lérida con Puebla de Segur a 232 metros de altitud, entre las estaciones de Balaguer y San Lorenzo de Mongay. El tramo es de vía única y está sin electrificar.

## Historia
El 9 de junio de 1927 la Dirección General de Ferrocarriles y Tranvías fijó para el 2 de julio del mismo año, la adjudicación en pública subasta de las obras de los edificios de servicio y viajeros de la estación de Gerp, con un presupuesto de contrata de 186.140,28 pts. A tal efecto, el 16 de julio de 1927, la Dirección General de Ferrocarriles y Tranvías comunicó al presidente del Comité ejecutivo del Consejo Superior de Ferrocarriles la adjudicación definitiva a José Portella Soldevilla, vecino de Balaguer (Lérida), por valor de 140.603,36 pts, para la construcción de dichos edificios, reduciéndose el presupuesto de contrata.
El trazado entre Lérida y Puebla de Segur está ligado históricamente al conocido como ferrocarril Baeza-Saint Girons, una gran línea internacional de 850 km de longitud que pretendía unir Baeza (Jaén) con el municipio francés de Saint-Girons (Ariège), pasando por Albacete, Utiel, Teruel, Alcañiz y Lérida. Para el tramo catalán se aprovecharía la línea Lérida-Balaguer y se prolongaría más allá de la frontera hispano-francesa, atravesando los Pirineos por el puerto de Salau.
En 1926, durante el régimen de Miguel Primo de Rivera se aprobó el llamado Plan de Ferrocarriles de Urgente Construcción, conocido por Plan Guadalhorce por el ministro que lo impulsó. Este plan preveía la construcción de miles de kilómetros de nuevas líneas férreas que debían mejorar las comunicaciones de aquellas áreas a las que el ferrocarril no había llegado durante el siglo XIX. Entre ellas se encontraba la línea transversal del ferrocarril Baeza-Saint Girons, cuya construcción se inició entre 1926 y 1928. Tras el advenimiento de la Segunda República estos proyectos ferroviarios fueron revisados y paralizados, y la posterior Guerra civil imposibilitó la ejecución de muchas de las grandes obras públicas proyectadas en la época.
La Guerra Civil y la subsiguiente carestía de medios supuso la suspensión de todos los trabajos. En 1941, con la nacionalización de la red viaria, la línea pasó a ser gestionada por RENFE.
El ferrocarril no llegó a Gerp hasta 1949, con la inauguración del tramo de 35,6 km Balaguer-Sellés el 21 de julio de 1949. El tramo final hasta Puebla de Segur, no sería abierto al servicio hasta el 13 de noviembre de 1951. En 1962, por recomendación del Banco Mundial, el Estado español decidió detener la construcción de nuevas líneas férreas y concentrarse en la mejora de las ya operativas. Eso supuso que el gobierno paralizara el ferrocarril Baeza-Saint Girons; en la zona sur se abandonó el tramo entre Baeza y Utiel, cuya construcción estaba muy avanzada, y en el norte se descartó la interconexión con Francia. Consecuentemente, la línea que debería haber atravesado el corazón de los Pirineos finalizó en toperas en Puebla de Segur, a pesar de haber preparado ya el terreno para prolongarla hasta Sort.
El cierre de la línea estaba previsto para el 1 de enero de 1985, pero no llegó a tener lugar gracias a un acuerdo con la administración autonómica de Cataluña. El 1 de enero de 2005 la Generalidad de Cataluña obtuvo la propiedad de la línea y su explotación mediante su operadora ferroviaria FGC. Renfe Operadora aún permaneció explotando la línea de forma compartida hasta 2016, en que lo hizo solamente FGC.

## La estación
Se sitúa al este del núcleo de la población de Gerp. Originalmente tenía tres vías, la general, una derivada a la derecha y una vía en topera a la izquierda, conectada en sentido Lérida. Había también un andén a la izquierda de la vía general, con un edificio de viajeros de dos plantas. La vía en topera daba servicio a un muelle de mercancías cubierto. En 2001 se trasladó la estación a su ubicación actual, unos metros más al sur, derribando el edificio de viajeros. Actualmente solo hay una vía y su andén a la izquierda (sentido Puebla de Segur). El andén cuenta con una marquesina-refugio con asientos para aguardar la llegada del tren. También cuenta con un punto de información unificado con interfono que lo conecta con el centro de control de la línea. Desde 2018 es parada facultativa, por lo que hay que solicitar la parada del tren pulsando el botón correspondiente en el andén.

## Servicios ferroviarios
Los trenes que opera Ferrocarriles de la Generalidad de Cataluña enlazan la estación principalmente con Lérida, Balaguer, Tremp y Puebla de Segur. 
Las unidades habituales son las de la Serie 331 de FGC, fabricadas por Stadler Rail en Zúrich, que fueron probadas en las instalaciones de Plá de Vilanoveta. Entraron en servicio el 17 de febrero de 2016, mediante la unidad 333.01 en su primer servicio entre Lérida y Puebla de Segur, sustituyendo a los antiguos TRD de la serie 592 de Renfe.
Al tratarse de una parada facultativa, desde enero de 2018, los trenes no paran en esta estación a menos que los usuarios del tren lo soliciten con antelación.
| origen/destino  | anterior/siguiente | Línea | siguiente/anterior     | destino/origen  |
| --------------- | ------------------ | ----- | ---------------------- | --------------- |
| Lérida Pirineos | Balaguer           |       | San Lorenzo de Montgay | Puebla de Segur |